# Monomorium luteum
Monomorium luteum är en myrart som beskrevs av Carlo Emery 1881. Monomorium luteum ingår i släktet Monomorium och familjen myror. Inga underarter finns listade i Catalogue of Life.